# Llanfairpwllgwyngyllgogerychwyrndrobwllllantysiliogogogoch
Llanfairpwllgwyngyllgogerychwyrndrobwllllantysiliogogogoch (pronuncia: ˌɬanvairˌpuɬɡwɨ̞nˌɡɨ̞ɬɡoˌɡɛrəˌχwərnˌdrobuɬˌɬantɨ̞ˌsiljoˌɡoɡoˈɡoːχ, ) è un comune del Regno Unito di 4 563 abitanti, della contea del Galles di Anglesey. Con i suoi 58 caratteri è il toponimo più lungo d'Europa e il secondo più lungo al mondo, dopo la collina di Taumatawhakatangihangakoauauotamateaturipukakapikimaungahoronukupokaiwhenuakitanatahu in Nuova Zelanda.
Per praticità il lunghissimo nome viene abbreviato in Llanfair PG o Llanfairpwll, sufficiente a distinguerlo da altre località gallesi di nome Llanfair.
Il nome è composto da ben 58 lettere e, tradotto dal gallese, significa «Chiesa di Santa Maria nella valletta del nocciolo bianco, vicino alle rapide e alla chiesa di San Tisilio nei pressi della caverna rossa». In ragione di tale caratteristica, il nome della cittadina costituisce un'attrazione turistica, oltre che una singolarità statistica: molte persone si fermano alla stazione ferroviaria per farsi scattare una foto a fianco del cartello della stazione o farsi timbrare il passaporto nei negozi locali. Un'altra attrazione turistica è la vicina colonna del Marchese di Anglesey, da cui si ha una panoramica sull'isola di Anglesey e sullo Stretto di Menai.

## Il toponimo

### Origine ed etimologia

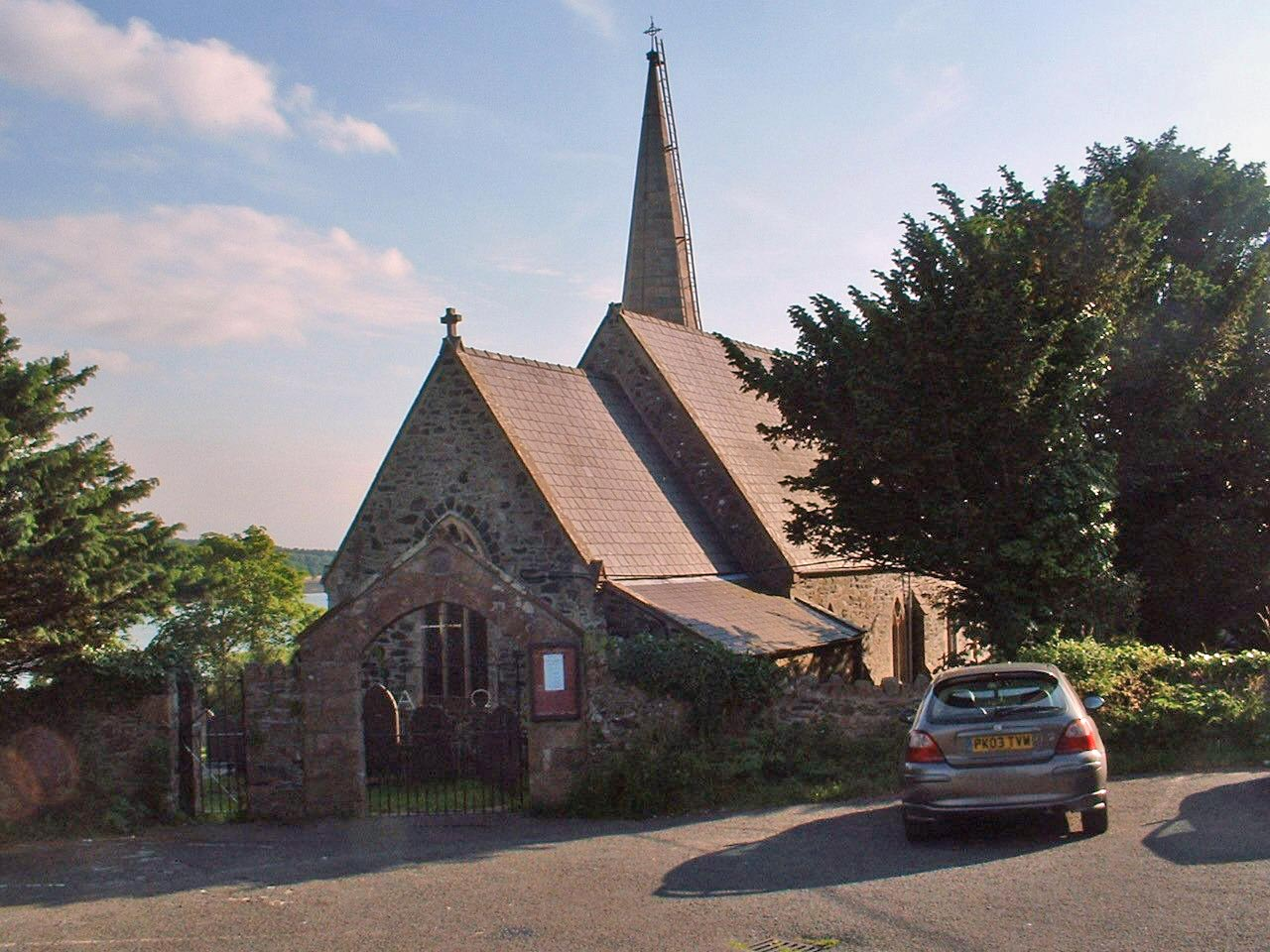
La chiesa eponima di St. Mary

Il lungo toponimo nacque intorno al 1860 su volere del consiglio cittadino, specificatamente per il privilegio e il prestigio di avere «il nome più lungo di una stazione ferroviaria in Gran Bretagna»; il nome originale del luogo, infatti, era Llanfair Pwllgwyngyll, che di per sé era già abbastanza articolato. La fusione dei due termini ha generato il lungo toponimo, che tuttavia non è più considerato come puramente gallese. Malgrado ciò sul cartello della stazione ferroviaria del paese il nome è riportato per intero e comprende anche una didascalia che suggerisce la corretta pronuncia.
Il significato del toponimo deriva dalla citazione elogiativa della chiesa di St. Mary e di St. Tysilio ed è riassumibile come di seguito:

Llanfair [St. Mary's Church] / pwll [in the hollow] / gwyngyll [of the white hazel] / goger [near] / y chwyrndrobwll [the rapid whirlpool] / llantysilio [and the church of St. Tysilio] / g ogo goch [with a red cave].
Quindi in lingua inglese il toponimo completo corrisponderebbe a: St. Mary's Church in the hollow of the white hazel near the rapid whirlpool and the church of St. Tysilio with a red cave.

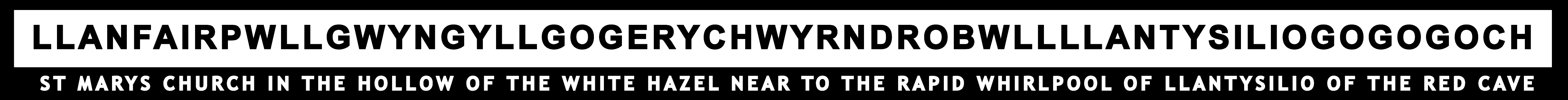
Un cartello con la traduzione inglese del nome del comune

### La pronuncia
Un tentativo ragionevole di pronuncia della parola in italiano potrebbe essere lhan vair pulh guenn ghelh go gheriH uern drob ulh lhan te sili o go gogoH. Le "H", come nella sillaba finale, rappresentano un suono di "h glottale" molto aspirata simile a quello usato in tedesco con la grafia ch in Bach. La doppia elle, qui trascritta come lh, assomiglia a una 'l'aspirata, o anche a una pronuncia strascicata di "cl", e viene pronunciata mentre si fa passare aria attorno alla lingua (si provi a soffiare mentre si dice "l").

### Il toponimo nei media e nella stampa
Il curioso toponimo è stato citato più volte:
- Il nome del villaggio gallese viene citato, seppur con diversi errori e incompleto, in una storia di Topolino del 1970 (Zio Paperone e la mucca campione)[4] e in due di Dylan Dog (La profezia e Sette vite)[5].
- Il nome Llanfairpwllgwyngyllgogerychwyrndrobwllllantysiliogogogoch viene usato come parola d'ordine nella versione cinematografica di Barbarella
- Il gruppo musicale gallese Super Furry Animals ha intitolato il suo primo album Llanfairpwllgwyngyllgogerychwyndrobwllantysiliogogogoch-ynygofod[6]
- Il gruppo rock newyorkese Yeasayer cita il nome della città nella canzone Red Cave ripetendo in coro la sua traduzione inglese "Mary's house in the hollow of the white hazel rapid whirlpool and the church of the red cave".
- È la città col nome più lungo ad aver partecipato a Giochi senza frontiere, nell'edizione del 1994[7].

### Toponimi antagonisti
A seguito del successo turistico, ci sono stati diversi tentativi di rubare il primato di Llanfair PG per motivi promozionali. Uno di questi tentativi è stato quello dei gestori della ferrovia di Fairbourne che hanno nominato la stazione ferroviaria situata di fronte al fiume Mawddach Gorsafawddacha'idraigodanheddogleddollônpenrhynareurdraethceredigion.
Oppure il vicino paese di Llanfynydd, nel Carmarthenshire, che nel 2004 per una protesta ambientale ha adottato per una settimana il toponimo Llanhyfryddawelllehynafolybarcudprindanfygythiadtrienusyrhafnauole.
Tuttavia nessuno di questi nuovi nomi ha ancora ottenuto il riconoscimento ufficiale di cui invece gode Llanfair PG tra gli enti pubblici e le autorità del trasporto, anche se in pratica la forma abbreviata tende a essere impiegata nell'uso quotidiano.

## Storia

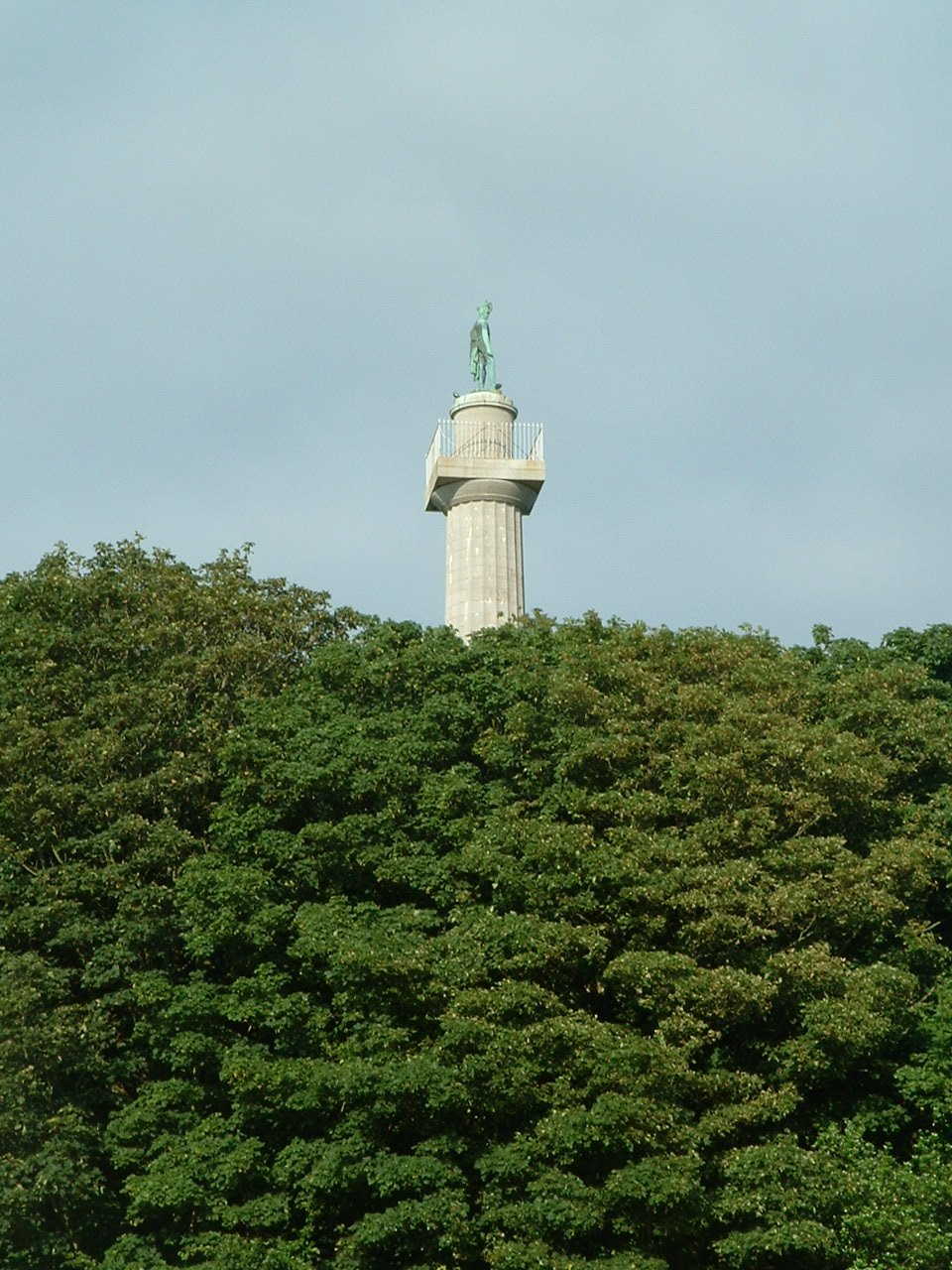
La Marquess of Anglesey's Column

Tracce di insediamenti stanziali risalgono sin dal Neolitico, essi evidenziarono la presenza di una primitiva popolazione dedita alla agricoltura di sussistenza e alla pesca.
Successivamente, l'isola di Anglesey divenne terra di conquista delle truppe romane guidate da Gaio Svetonio Paolino.
Nell'epoca medievale l'area passò sotto il controllo del Regno di Gwynedd che, mediante il suo sistema feudale, vide nascere una serie di fattorie sparse sul territorio.
Il villaggio di Llanfair nacque intorno alla metà del XVI secolo e, insieme all'intero territorio dell'isola, fu compreso nella Marca di Anglesey.
Nel corso dell'Ottocento la popolazione del paese ebbe un notevole incremento e nel 1826 l'isola fu connessa al resto del Galles da due ponti: il Menai Suspension Bridge progettato da Thomas Telford e il Britannia Bridge; quest'ultimo permise il collegamento ferroviario con Londra e con il vicino porto.

## Sport

### Calcio
La squadra di calcio locale è il Llanfairpwll FC, che milita nella Welsh Alliance League.

## Galleria d'immagini

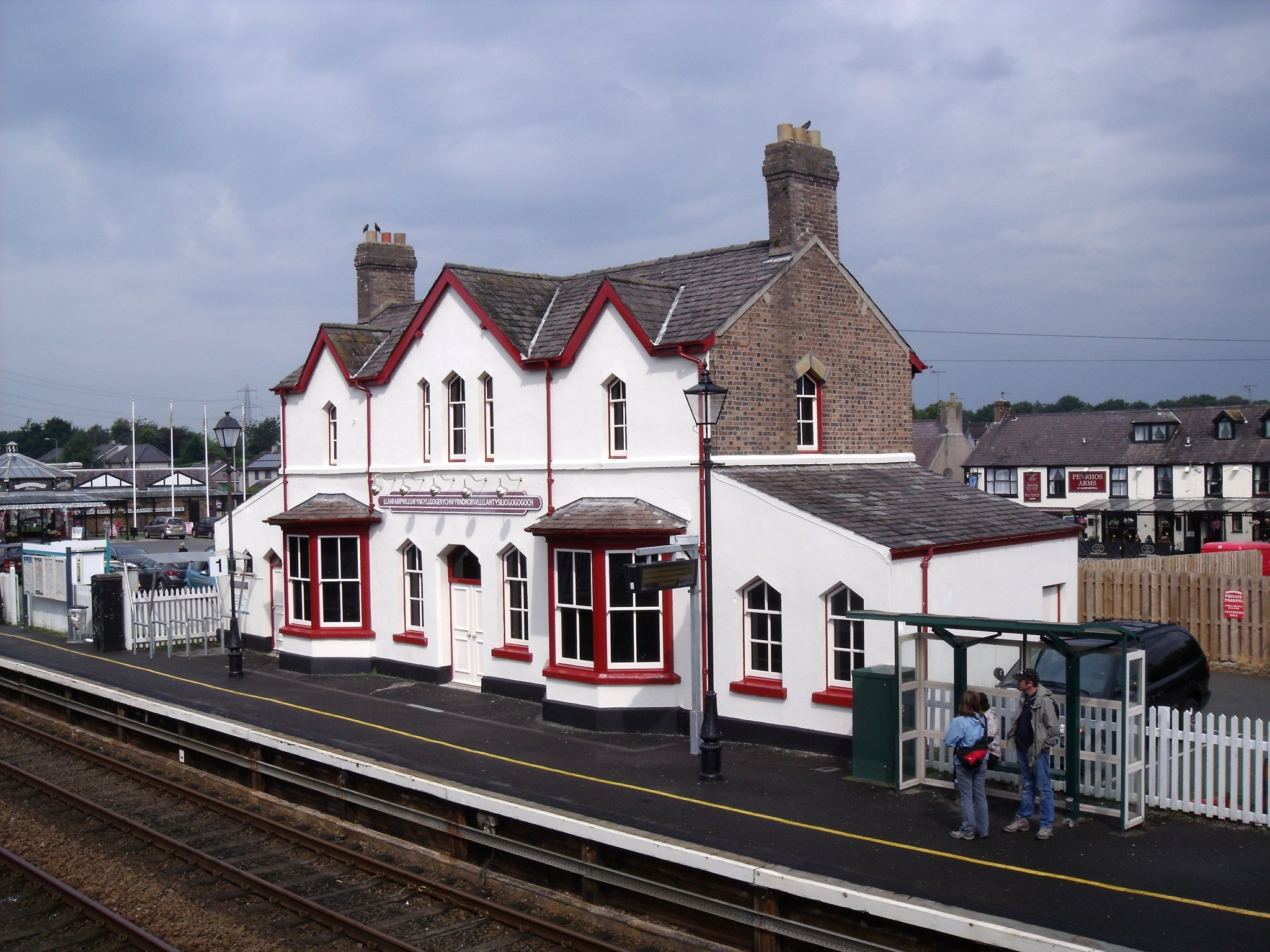
La stazione ferroviaria
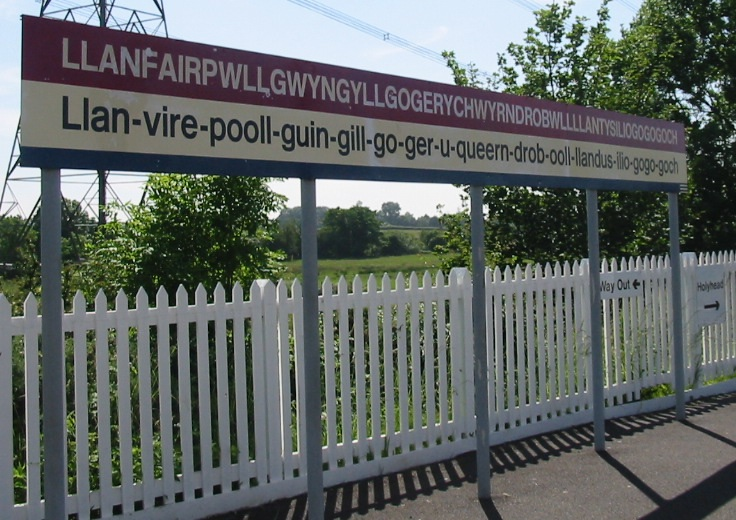
Il segnale della stazione dà un'approssimazione della corretta pronuncia inglese
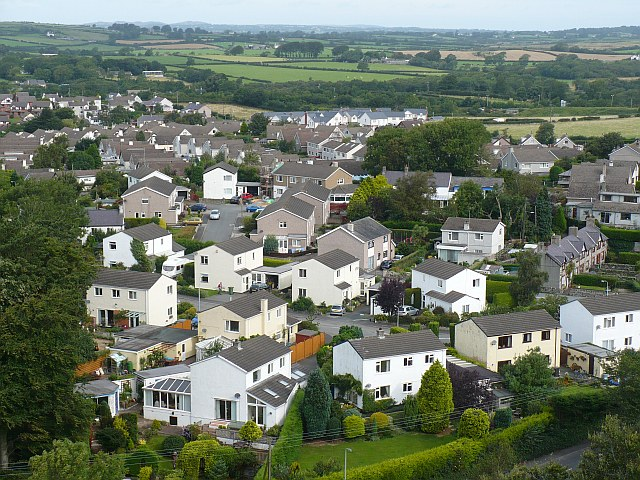
Veduta del villaggio
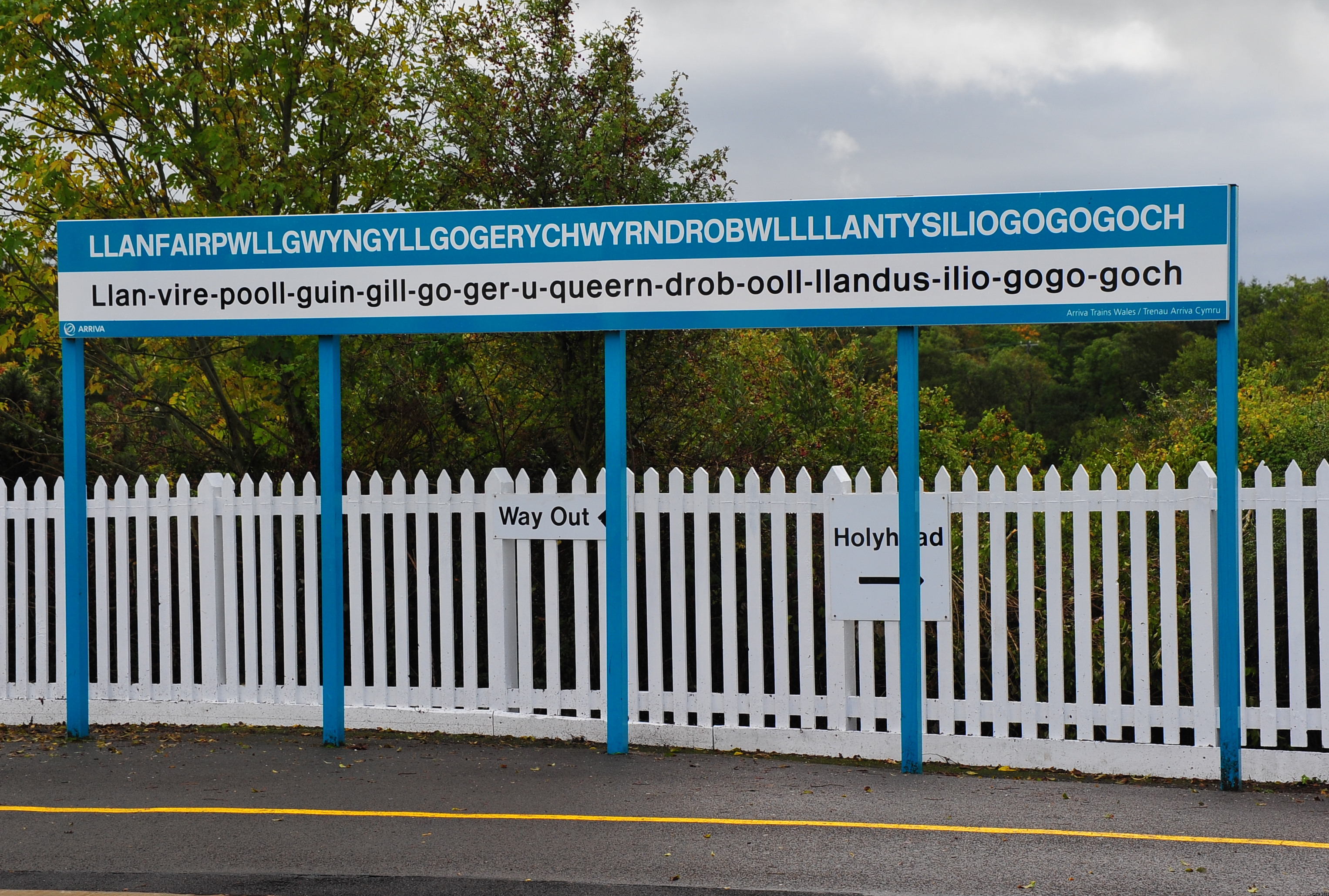
Il lungo cartello della stazione